# 南昌城隍廟
南昌城隍廟，始建於明朝洪武三年（公元1370年），由南昌知府趙文奎興建。明朝以前城隍廟位於南昌城東（今象山北路），明朝重建後移址於城東南。根據清朝乾隆年間的《南昌府志》中的《南昌府治圖》、《三湖九津圖》兩幅地圖，南昌城隍廟的原址位於今象山北路西面的工人文化宮處。此外，南昌歷史上先後有過數個城隍廟，位於城區不同的位置。但工人文化宮處的城隍廟是其中最後、也是規模最大的一個。
據《南昌名典》記載，城隍廟「直深三十八丈，橫闊二十六丈」。陳宏緒所著的《江城名跡記》記載城隍廟縱深約有120米，寬約有80米。
明朝正統年間（公元1436年-1449年），知府胡本惠對城隍廟進行修葺，張房傑為之作《記》。景泰年間（1450-1456）知府蘇仕再修，韓楊作《記》。萬曆年間（1573-1619）知府范淶複修兩廡。南昌城隍廟的衰敗始於抗日戰爭期間。當時南昌由日軍佔領，城內民不聊生，百姓逃亡，城隍廟的香火因此日益衰弱。抗戰勝利後，南昌光復時的城隍廟已經破爛不堪，一度成為國民政府的「難民救濟總署」的辦公處。1949年以後，城隍廟又成為南昌市公安局的臨時辦公處。
南昌城隍廟作古不及100年，其遺址已不複存，但廟門楹聯仍被記載下來：
料此身未得長存，為什麼急急忙忙，作幾般惡事
想前世俱已註定，何必不乾乾淨淨，做一個好人

## 城隍
《江城名跡記》記載南昌歷史上曾有過兩任城隍。第一任城隍是漢朝大將軍灌嬰，修建的灌嬰城是南昌历史上有记载的最早的城池。灌嬰于漢高祖六年（公元201年）封「潁陰侯」，南唐時封「輔德王」，南宋淳祐八年（1248年）封「忠惠王」。到明朝洪武三年（1370年）天下城隍神封號及塑像盡行革除。
南昌第二任城隍是明朝布政使黃公卿。歷史記載黃公卿為官清正廉潔，愛民如子，清除官場積弊，關心民間疾苦，因此得到城內百姓敬愛。民間傳說在他積勞成疾、英年早逝時，全城百姓聞知後都焚香祭祀。繼而傳言說有人夢見黃公卿繼任城隍，於是城隍廟中的城隍改由按照黃公卿的容貌重新塑造。黃公卿因而成為南昌第二任城隍。